# Antizoma
Antizoma es un género con ocho especies de plantas de flores perteneciente a la familia Menispermaceae. Nativo del sudeste de África del sur. 

## Especies seleccionadas
- Antizoma angolensis
- Antizoma angustifolia
- Antizoma burchelliana
- Antizoma calcarifera
- Antizoma capensis
- Antizoma harveyana
- Antizoma lycioides
- Antizoma miersiana

- Datos: Q8200990
- Multimedia: Antizoma / Q8200990
- Especies: Antizoma